# Antestor
Az Antestor (norvég kiejtése: ˈɑ̀ntəstuːɽ) norvég keresztény jellegű metal együttes. 1990-ben alakultak Jessheim-ban, "Crush Evil" néven. Ekkor death metalt, black metalt és doom metalt játszottak. Ezt később Antestorra változtatták, amely latinul tanút jelent. 2007-ben feloszlottak, majd 2010-ben újból összeálltak.
Az együttes az észak-európai keresztény black metal úttörőjének számít. Ők az egyetlen keresztény metal zenekar, akiknek lemezét a Cacophonous Records adta ki. A The Return of the Black Death című albumuk több, mint 10.000 példányban kelt el.
A HM Magazine szerint a debütáló, Martyrium című albumukkal jóval megelőzték a korukat, a progresszív elemek miatt.
Az együttest keresztény nézetei miatt halállal fenyegették, illetve a black metal szcéna képviselői sem nézték jó szemmel a tevékenységüket.

## Diszkográfia
- The Defeat of Satan (demó, 1991)
- Despair (demó, 1993)
- Kongsblod (promóciós jellegű lemez, 1998)
- The Return of the Black Death (1998)
- Martyrium (2000, 1994-ben rögzítették)
- The Defeat of Satan (válogatáslemez, 2003)
- Det tapte liv (EP, 2004)
- The Forsaken (2005)
- Omen (2012)